# Alexandra Panovová
Alexandra Alexandrovna Panovová (rusky Александра Александровна Панова, Alexandra Alexandrovna Panova, * 2. března 1989 Krasnodar) je ruská profesionální tenistka. Ve své dosavadní kariéře na okruhu WTA Tour vyhrála deset turnajů ve čtyřhře. V rámci okruhu ITF získala osm titulů ve dvouhře a šestnáct ve čtyřhře.
Na žebříčku WTA byla nejvýše ve dvouhře klasifikována v červenci 2012 na 71. místě a ve čtyřhře pak v květnu 2025 na 26. místě.
V ruském týmu Billie Jean King Cupu debutovala v roce 2013 světovým finále proti Itálii, v němž prohrála úvodní dvouhru s Robertou Vinciovou. Italky zvítězily 4:0 na zápasy. Do roku 2026 v soutěži nastoupila k jedinému mezistátnímu utkání s bilancí 0–1 ve dvouhře a 0–0 ve čtyřhře.

## Tenisová kariéra
První titul na okruhu WTA získala v září 2010 na taškentském turnaji, kde ve do čtyřhry nastoupila po boku Bělorusky Taťány Pučekové. Ve finále zdolaly rumunsko-slovenský pár Alexandra Dulgheruová a Magdaléna Rybáriková po dvousetovém průběhu. Druhý triumf přidala v únoru 2012 na kolumbijské antukové události Copa BBVA Colsanitas hrané v Bogotě. Její spoluhráčkou se stala Češka Eva Birnerová, s níž v boji o titul hladce přehrály lucembursko-švýcarskou dvojici Mandy Minellaová a Stefanie Vögeleová. 
Třetí trofej na túře WTA vybojovala v marockém Fesu, kde se konal jediný africký turnaj pojmenovaný po králově sestře princezně Meryem, Grand Prix de SAR La Princesse Lalla Meryem. V páru s další českou hráčkou Petrou Cetkovskou zvítězily nad rumunskou dvojicí Irina-Camelia Beguová a Alexandra Cadanțuová až v supertiebreaku nejtěsnějším rozdílem dvou míčů.
Debutem v hlavní soutěži dvouhry na grandslamu se pro ni stal US Open 2011, kde jako postupující kvalifikantka podlehla v úvodním kole osmé nasazené Francouzce Marion Bartoliové ve dvou setech.

## Finále na okruhu WTA Tour
| Legenda                                      |
| -------------------------------------------- |
| D – dvouhra; Č – čtyřhra                     |
| Grand Slam (0)                               |
| Turnaj mistryň (0)                           |
| Premier Mandatory & Premier 5 / WTA 1000 (0) |
| Premier / WTA 500 (2–1 Č)                    |
| International / WTA 250 (0–1 D, 8–8 Č)       |

### Dvouhra: 1 (0–1)
| Stav       | č. | datum          | turnaj           | kategorie     | povrch | soupeřka ve finále  | výsledek |
| ---------- | -- | -------------- | ---------------- | ------------- | ------ | ------------------- | -------- |
| Finalistka | 1. | 19. února 2012 | Bogotá, Kolumbie | International | antuka | Lara Arruabarrenová | 2–6, 5–7 |

### Čtyřhra: 19 (10–9)
| Stav       | č.  | datum             | turnaj                  | kategorie     | povrch      | spoluhráčka            | soupeřky ve finále                              | výsledek              |
| ---------- | --- | ----------------- | ----------------------- | ------------- | ----------- | ---------------------- | ----------------------------------------------- | --------------------- |
| Vítězka    | 1.  | 20. září 2010     | Taškent, Uzbekistán     | International | tvrdý       | Taťána Pučeková        | Alexandra Dulgheruová Magdaléna Rybáriková      | 6–3, 6–4              |
| Vítězka    | 2.  | 18. února 2012    | Bogotá, Kolumbie        | International | antuka      | Eva Birnerová          | Mandy Minellaová Stefanie Vögeleová             | 6–2, 6–2              |
| Vítězka    | 3.  | 28. dubna 2012    | Fes, Maroko             | International | antuka      | Petra Cetkovská        | Irina-Camelia Beguová Alexandra Cadanțuová      | 3–6, 7–65, [11–9]     |
| Finalistka | 1.  | 3. února 2013     | Pattaya, Thajsko        | International | tvrdý       | Akgul Amanmuradovová   | Kimiko Dateová Casey Dellacquová                | 3-6, 2-6              |
| Finalistka | 2.  | 23. února 2013    | Bogotá, Kolumbie        | International | antuka      | Eva Birnerová          | Tímea Babosová Mandy Minellaová                 | 4-6, 3-6              |
| Vítězka    | 4.  | červenec 2014     | Baku, Ázerbájdžán       | International | tvrdý       | Heather Watsonová      | Ioana Raluca Olaruová Šachar Pe'erová           | 6–2, 7–6(7–3)         |
| Finalistka | 3.  | říjen 2014        | Taškent, Uzbekistán     | International | tvrdý       | Margarita Gasparjanová | Aleksandra Krunićová Kateřina Siniaková         | 2–6, 1–6              |
| Vítězka    | 5.  | srpen 2015        | Baku, Ázerbájdžán (2)   | International | tvrdý       | Margarita Gasparjanová | Vitalija Ďjačenková Olga Savčuková              | 6–3, 7–5              |
| Vítězka    | 6.  | říjen 2015        | Taškent, Uzbekistán (2) | International | tvrdý       | Margarita Gasparjanová | Věra Duševinová Kateřina Siniaková              | 6–1, 3–6, [10–3]      |
| Finalistka | 4.  | září 2016         | Québec, Kanada          | International | koberec (h) | Alla Kudrjavcevová     | Andrea Hlaváčková Lucie Hradecká                | 6–7(2–7), 6–7(2–7)    |
| Finalistka | 5.  | červenec 2018     | Moskva, Rusko           | International | antuka      | Galina Voskobojevová   | Anastasija Potapovová Věra Zvonarevová          | 0–6, 3–6              |
| Vítězka    | 7.  | říjen 2018        | Moskva, Rusko           | Premier       | tvrdý (h)   | Laura Siegemundová     | Darija Juraková Ioana Raluca Olaruová           | 6–2, 7–6(7–2)         |
| Finalistka | 6.  | 21. května 2022   | Rabat, Maroko           | WTA 250       | antuka      | Monica Niculescuová    | Eri Hozumiová Makoto Ninomijová                 | 7–6(9–7), 3–6, [8–10] |
| Finalistka | 7.  | 5. února 2023     | Lyon, Francie           | WTA 250       | tvrdý (h)   | Olga Danilovićová      | Cristina Bucșová Bibiane Schoofsová             | 6–7(3–7), 3–6         |
| Vítězka    | 8.  | 29. července 2023 | Hamburk, Německo        | WTA 250       | antuka      | Anna Danilinová        | Miriam Kolodziejová Angela Kulikovová           | 6–4, 6–2              |
| Vítězka    | 9.  | červenec 2024     | Palermo, Itálie         | WTA 250       | antuka      | Jana Sizikovová        | Yvonne Cavallé Reimersová Aurora Zantedeschiová | 4–6, 6–3, [10–5]      |
| Finalistka | 8.  | červenec 2024     | Jasy, Rumunsko          | WTA 250       | antuka      | Jana Sizikovová        | Anna Danilinová Irina Chromačovová              | 4–6, 2–6              |
| Finalistka | 9.  | 24. srpna 2024    | Monterrey, Mexiko       | WTA 500       | tvrdý       | Giuliana Olmosová      | Kuo Chan-jü Monica Niculescuová                 | 6–3, 3–6, [4–10]      |
| Vítězka    | 10. | 10. ledna 2025    | Adelaide, Austrálie     | WTA 500       | tvrdý       | Kuo Chan-jü            | Beatriz Haddad Maiová Laura Siegemundová        | 7–5, 6–4              |

## Finále série WTA 125

### Čtyřhra: 4 (0–4)
| Legenda       |
| ------------- |
| WTA 125 (0–4) |

| Stav       | č. | datum         | turnaj                 | povrch    | spoluhráčka      | soupeřky ve finále                   | výsledek       |
| ---------- | -- | ------------- | ---------------------- | --------- | ---------------- | ------------------------------------ | -------------- |
| Finalistka | 1. | červen 2022   | Valencie, Španělsko    | antuka    | Arantxa Rusová   | Aliona Bolsovová Rebeka Masárová     | 0–6, 3–6       |
| Finalistka | 2. | červenec 2022 | Contrexéville, Francie | antuka    | Chan Sin-jün     | Ulrikke Eikeriová Tereza Mihalíková  | 6–7(8–10), 2–6 |
| Finalistka | 2. | srpen 2023    | Chicago, Spojené státy | tvrdý     | Cristina Bucșová | Ulrikke Eikeriová Ingrid Neelová     | bez boje       |
| Finalistka | 4. | prosinec 2023 | Angers, Francie        | tvrdý (h) | Anna Danilinová  | Cristina Bucșová Monica Niculescuová | 1–6, 3–6       |

## Finále na okruhu ITF
| Dotace turnajů okruhu ITF | Dotace turnajů okruhu ITF |
| ------------------------- | ------------------------- |
| 100 000 $ tournaments     | 80 000 $ tournaments      |
| 75 000 $ tournaments      | 60 000 $ tournaments      |
| 50 000 $ tournaments      | 25 000 $ tournaments      |
| 15 000 $ tournaments      | 10 000 $ tournaments      |

### Dvouhra: 15 (8–7)
| Stav       | č. | datum           | turnaj                 | povrch  | soupeřka ve finále     | výsledek                |
| ---------- | -- | --------------- | ---------------------- | ------- | ---------------------- | ----------------------- |
| Vítězka    | 1. | 29. května 2005 | Kyjev, Ukrajina        | antuka  | Oxana Ljubcovová       | 3–6, 7–6(7–4), 2–0skreč |
| Finalistka | 1. | 24. září 2006   | Mytiléna, Řecko        | tvrdý   | Anna Gerasimou         | 4–6, 4–6                |
| Finalistka | 2. | květen 2008     | Čchangwon, Jižní Korea | tvrdý   | Sie Jen-ce             | 4–6, 4–6                |
| Finalistka | 3. | květen 2008     | Kurume, Japonsko       | koberec | Čang Kchaj-čen         | 5–7, 3–6                |
| Vítězka    | 2. | 1. října 2006   | Soluň, Řecko           | antuka  | Madlen Kadurová        | 6–7(7–9), 6–4, 6–2      |
| Vítězka    | 3. | 21. března 2010 | Petrohrad, Rusko       | tvrdý   | Neuza Silvaová         | 6–1, 7–5                |
| Finalistka | 4. | červenec 2011   | La Coruña, Španělsko   | antuka  | Gail Brodská           | 3–6, 4–6                |
| Vítězka    | 4. | září 2011       | Saransk, Rusko         | antuka  | Marina Melnikovová     | 6–0, 6–2                |
| Vítězka    | 5. | říjen 2011      | Telavi, Gruzie         | antuka  | Alexandra Cadanțuová   | 4–6, 6–1, 6–2           |
| Vítězka    | 6. | září 2013       | Batumi, Gruzie         | tvrdý   | Kateryna Kozlovová     | 6–4, 0–6, 7–5           |
| Vítězka    | 7. | září 2013       | Telavi, Gruzie (2)     | antuka  | Viktorija Kanová       | 7–5, 6–1                |
| Finalistka | 5. | březen 2014     | Campinas, Brazílie     | antuka  | Irina-Camelia Beguová  | 2–6, 4–6                |
| Finalistka | 6. | březen 2014     | São Paulo, Brazílie    | antuka  | Irina-Camelia Beguová  | 5–7, 6–4, 4–6           |
| Finalistka | 7. | květen 2017     | La Marsa, Tunisko      | antuka  | Myrtille Georgesová    | 1–6, 1–6                |
| Vítězka    | 8. | září 2018       | Antalya, Turecko       | antuka  | Anastasija Pribylovová | 6–2, 7–6(7–3)           |

### Čtyřhra: 28 (16–12)
| Stav       | č.  | datum             | turnaj                              | povrch    | spoluhráčka           | soupeřky ve finále                                | výsledek              |
| ---------- | --- | ----------------- | ----------------------------------- | --------- | --------------------- | ------------------------------------------------- | --------------------- |
| Vítězka    | 1.  | 10. dubna 2005    | Minsk, Bělorusko                    | koberec   | Olga Panovová         | Olga Govorcovová Katerina Poluninová              | 7–5, 6–3              |
| Vítězka    | 2.  | 29. května 2005   | Kyjev, Ukrajina                     | antuka    | Olga Panovová         | Vailisa Davidovová Kristina Movsesjanová          | 6–2, 6–0              |
| Vítězka    | 3.  | 22. září 2006     | Mytiléna, Řecko                     | tvrdý     | Maja Kambičová        | Anna Koumantou İpek Şenoğluová                    | 6–2, 6–1              |
| Vítězka    | 4.  | 29. září 2006     | Soluň, Řecko                        | antuka    | Nicole Clericová      | Amra Sadikovicová Stefanie Vögeleová              | 6–4, 7–6(8)           |
| Vítězka    | 5.  | 12. září 2008     | Rousse, Bulharsko                   | antuka    | Xenija Pervaková      | Vitalija Ďjačenková Jevgenija Paškovová           | 6–2, 6–7(5–7), [10–5] |
| Vítězka    | 6.  | 8. března 2009    | Fort Walton Beach, Spojené státy    | tvrdý     | Tomoko Jonemurová     | Jekatěrina Byčkovová Jekatěrina Dzegalevičová     | 6–2, 6–2              |
| Finalistka | 1.  | 22. března 2009   | Redding, Spojené státy              | tvrdý     | Tomoko Jonemurová     | Anna Orliková Maša Zecová Peškiričová             | 6–2, 6–2              |
| Finalistka | 2.  | 26. dubna 2009    | Dothan, Spojené státy               | antuka    | Jekatěrina Byčkovová  | Julie Dittyová Carly Gullicksonová                | 6–2, 1–6, [6–10]      |
| Finalistka | 3.  | 20. března 2010   | Petrohrad, Rusko                    | tvrdý     | Jevgenija Paškovová   | Aljona Sotnikovová Maryna Zanevská                | 5–7 3–6               |
| Vítězka    | 7.  | 3. dubna 2010     | Chanty-Mansijsk, Rusko              | koberec   | Xenija Pervaková      | Ljudmyla Kičenoková Nadija Kičenoková             | 7–6(9–7), 2–6, [10–7] |
| Finalistka | 4.  | 9. května 2010    | Fukuoka, Japonsko                   | koberec   | Marina Erakovicová    | Misaki Doiová Kotomi Takahatová                   | 4–6, 4–6              |
| Vítězka    | 8.  | 20. prosince 2010 | Puné, Indie                         | tvrdý     | Nina Bratčikovová     | Anna Škudunová Sačie Išizuová                     | 6–3, 7–6(7–2)         |
| Finalistka | 5.  | 21. března2011    | Moskva, Rusko                       | tvrdý     | Olga Panovová         | Ljudmyla Kičenoková Nadija Kičenoková             | 6–3, 6–3              |
| Finalistka | 6.  | 4. června 2010    | Maribor, Slovinsko                  | antuka    | Xenija Pervaková      | Andreja Klepačová Tadeja Majeričová               | 3–6, 6–7(6–8)         |
| Vítězka    | 9.  | 8. července 2011  | Biarritz, Francie                   | antuka    | Urszula Radwańská     | Erika Semaová Roxane Vaisembergová                | 6–2, 6–1              |
| Finalistka | 7.  | 25. července 2011 | Astana, Kazachstán                  | tvrdý     | Akgul Amanmuradovová  | Vitalija Ďjačenková Galina Voskobojevová          | 6–3, 6–4              |
| Finalistka | 8.  | 8. srpna 2011     | Kazaň, Rusko                        | tvrdý     | Vitalija Ďjačenková   | Andreja Klepačová Jekatěrina Ivanovová            | bez boje              |
| Finalistka | 9.  | březen 2012       | Osprey, Spojené státy               | antuka    | Lesja Curenková       | Lindsay Leeová-Watersová Megan Moultonová-Levyová | 6–2, 4–6, [7–10]      |
| Vítězka    | 10. | 13. května 2012   | Cagnes-sur-Mer, Francie             | antuka    | Urszula Radwańská     | Katalin Marosiová Renata Voráčová                 | 7–5, 4–6, [10–6]      |
| Finalistka | 10. | červenec 2013     | Doněck, Ukrajina                    | tvrdý     | Vesna Doloncová       | Julia Bejgelzimerová Renata Voráčová              | 1–6, 4–6              |
| Vítězka    | 11. | březen 2014       | Campinas, Brazílie                  | antuka    | Ljudmyla Kičenoková   | Laura Thorpeová Stephanie Vogtová                 | 6–1, 6–3              |
| Vítězka    | 12. | březen 2014       | São Paulo, Brazílie                 | antuka    | Irina-Camelia Beguová | María Irigoyenová María Fernanda Álvarez Teránová | 6–4, 3–6, [11–9]      |
| Vítězka    | 13. | červen 2014       | Contrexévillex, Francie             | antuka    | Laura Thorpeová       | Irina-Camelia Beguová María Irigoyenová           | 6–3, 4–0skreč         |
| Vítězka    | 14. | listopad 2014     | Dubaj, Spojené arabské emiráty      | tvrdý     | Vitalija Ďjačenková   | Ljudmyla Kičenoková Olga Savčuková                | 3–6, 6–2, [10–4]      |
| Finalistka | 11. | květen 2016       | Charlottesville, Spojené státy      | antuka    | Shelby Rogersová      | Asia Muhammadová Taylor Townsendová               | 6–7(7–4), 0–6         |
| Vítězka    | 15. | květen 2016       | Indian Harbour Beach, Spojené státy | antuka    | Julia Glušková        | Jessica Pegulaová Maria Sanchezová                | 7–5, 6–4              |
| Finalistka | 12. | červen 2018       | Brescia, Itálie                     | antuka    | Anastasija Pribylova  | Cristina Dinuová Ganna Požnichirenková            | 3–6, 6–7(6–8)         |
| Vítězka    | 16. | říjen 2018        | Poitiers, Francie                   | tvrdý (h) | Anna Blinkovová       | Viktorija Golubicová Arantxa Rusová               | 6–1, 6–1              |